# 언플랜드
《언플랜드》(Unplanned)는 미국에서 제작된 캐리 솔로몬, 척 콘젤만 감독의 2019년 드라마 영화이다. 애비 존슨의 Unplanned에 기반을 둔다. 이 영화는 애슐리 브래처, 브룩스 라이언, 로비아 스캇이 주연으로 출연하였고 척 콘젤만 등이 제작에 참여하였다.
미국에서는 복음주의 배급사 퓨어 플릭스에 의해 2019년 3월 29일 극장 개봉하였다.

## 출연
- 애슐리 브래처 - 애비 존슨
- 브룩스 라이언 - 더그
- 로바이아 스콧 - 셰릴
- 재러드 로츠 - 숀
- 에마 엘 로버츠 - 머릴리사
- 로빈 더마코 - 캐슬린
- 로버트 토머슨 - 마이크
- 티나 토너 - 러네이
- 세라 허낸데즈 - 엘리나
- 모라 코지니 - 메건
- 레즐 곤잘러스 - 테일러
- 카이저 존슨 - 제프
- 앤디 그레이스 버턴 - 그레이스
- 알렉산더 케인 - 마크
- 스테이시 브래드쇼 - 캐런

## 기타
- 의상: 애나 레드몬